# Große Synagoge (Bydgoszcz)

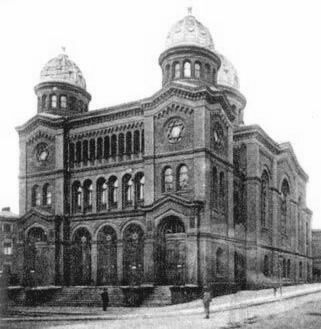
Große Synagoge in Bromberg um 1920

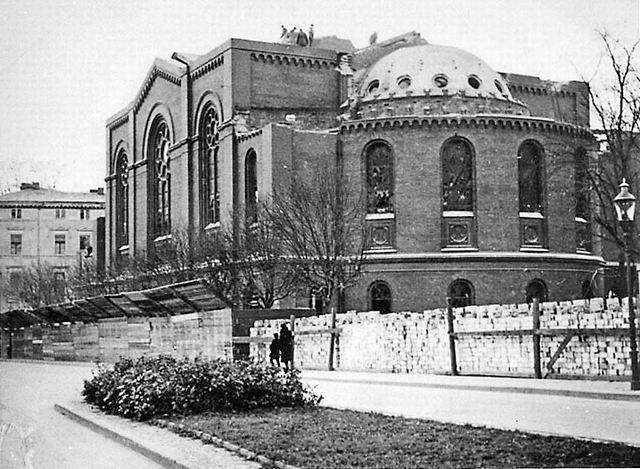
Die Große Synagoge ausgebrannt um 1940

Die Große Synagoge in Bydgoszcz wurde im Jahre 1884 an der heutigen ul. Pod Blankami im damaligen preußischen Bromberg (heute polnisch Bydgoszcz) an der Stelle der 1834 gebauten Synagoge aus Holz erbaut.
Nach dem Einmarsch der deutschen Truppen in Bydgoszcz im September 1939 ordneten die Besatzer gleich den Abriss der Synagoge durch die Bevölkerung an.
Die Synagoge war bis zu ihrer Zerstörung eines der größten Bauwerke in Bydgoszcz. Sie bot bis zu 500 Personen Platz.
Architekt der Synagoge war Alfred Muttray.